# Cathédrale de la Transfiguration du Seigneur de Tallinn
Pour les articles homonymes, voir Cathédrale de la Transfiguration.
La cathédrale de la Transfiguration du Seigneur (estonien : Tallinna Issanda Muutmise peakirik) est une église orthodoxe du quartier de Vanalinn à Tallinn en Estonie,.

## Histoire

### Cathédrale du couvent Saint-Michel
L'église a été construite au XIIIe siècle en tant que cathédrale du couvent Saint-Michel (et) de l'ordre cistercien.
En 1732, l'église fut transformée en église orthodoxe, en  église principale de la Transfiguration de Notre-Seigneur.
De 1827 à 1830, l'intérieur de l'église fut rénové sous la direction des architectes A. J. Melnikov et J. Bantelmann.

### Congrégation Suédoise Michel de Tallinn
À la Réforme, le couvent n'a pas été fermé et seules quatre personnes ont quitté volontairement le monastère. En 1543, un accord fut conclu entre la municipalité de Tallinn et la noblesse, à la suite duquel l'abbesse Elsebe Soye se convertit au Luthéranisme et continua à diriger le couvent.
En 1629, la dernière abbesse  du couvent, Kate Kudling, mourut et le monastère fut sécularisé.
En 1631, le roi Gustave II Adolphe ordonna la conversion de l'ancien monastère en lycée royal.
Le 16 février 1631, le Conseil de Tallinn et la Confrérie de la Chevalerie estonienne signèrent un accord sur la création d'un lycée, et la propriété du monastère fut transférée au lycée de Tallinn (actuel lycée Gustav Adolf (et)).
L'église du monastère fut donnée à la garnison des troupes suédoises à Tallinn et la Congrégation Suédoise Michel de Tallinn l'occupait.

### Église de la garnison russe
À la suite de la guerre du Nord, Tallinn capitula le 29 septembre 1710 (symboliquement le jour de l'archange Michel) et le pouvoir passa aux mains de l'Empire russe.
Des congrégations et des églises orthodoxes furent fondées principalement dans les villes pour les Russes vivant dans les provinces d'Estonie et de Livonie.
À Tallinn, des offices orthodoxes ont eu lieu entre 1710 et 1716 dans l'église Saint-Nicolas de la rue Vene tänav et dans l'ancienne église luthérienne Saint-Michel de la rue Suur-Kloostri.
Sur ordre du gouverneur général d'Estonie et de Livonie, le grand-duc Alexandre Danilovitch Menchikov, le Conseil de Tallinn a remis l'église Saint-Michel, propriété de l'ancien État suédois, à la congrégation orthodoxe russe, en février 1716, après quoi elle fut consacrée comme église de la garnison russe commandant Tallinn sous le nom du saint patron des militaires, Feodor Stratilat.
En 1732, l'église fut reconsacrée en tant que cathédrale de la Transfiguration et remise aux citoyens orthodoxes de Tallinn.
Le régiment de garnison russe a utilisé l'église jusqu'à sa rénovation, et il y avait une icône de Theodorus Väeülema dans l'église qui était aussi appelée église de Theodorus Väeülema.

### Cathédrale de la Transfiguration du Seigneur
Après la transformation, en 1734, l'église fut consacrée comme cathédrale orthodoxe de la Transfiguration et fut remise aux citoyens orthodoxes de Tallinn. La cathédrale de la Transfiguration était l'église principale (cathédrale) de l'Église orthodoxe jusqu'en 1900, date à laquelle la cathédrale Alexandre-Nevski de Tallinn fut achevée.
Le clocher de l'église a été construit en 1776, les vitraux actuels, la porte principale et la coupole ont été achevées en 1827-1830.
Après l'achèvement de la cathédrale Alexandre-Nevski à Toompea, l'ancienne congrégation russe s'y est installée, emportant avec elle la plupart des meubles de l'église de la Transfiguration. Cependant, la congrégation orthodoxe estonienne, qui s'y était formée au XIXe siècle, a déménagé de la petite église Saint-Vladimir voisine. Depuis 1920, l'Église de la Transfiguration du Seigneur appartient à l'Église orthodoxe d'Estonie.

## Iconostase et cloche
L'église possède une iconostase baroque, offerte à la ville de Tallinn par Pierre Ier, achevée en 1719 et érigée en 1732.
En 1717, Alexandre Danilovitch Menchikov envoya à Ivan Zarudny (en) les mesures de l'église de Tallinn et Zarudnõi commença à planifier la conception de l'iconostase. L'année suivante, Zarudny réunit son équipe de 29 peintres d'icônes, 8 peintres, 7 sculpteurs et 2 menuisiers et commença à travailler ; à la fin de l'année, l'iconostase était prête et dorée. Au total, il a fallu un an et demi pour réaliser et peindre le tableau sacré, ce qui est très peu de temps pour une si grande œuvre d'art. La date « 1720 » inscrite sur les portes royales de l'iconostase marque probablement l'époque de l'achèvement définitif de l'ensemble de l'iconostase. Une fois terminé, il fut démonté et envoyé dans des cartons sur des traîneaux de Moscou à Saint-Pétersbourg, puis par bateau à Tallinn. La réalisation de l'iconostase dans l'église s'est avérée être une entreprise très importante et a été retardée de plusieurs années. Vers 1730, la partie sud de l’image sacrée avait été installée dans l’église, mais la partie nord ne put être mise à sa place qu’en 1734.

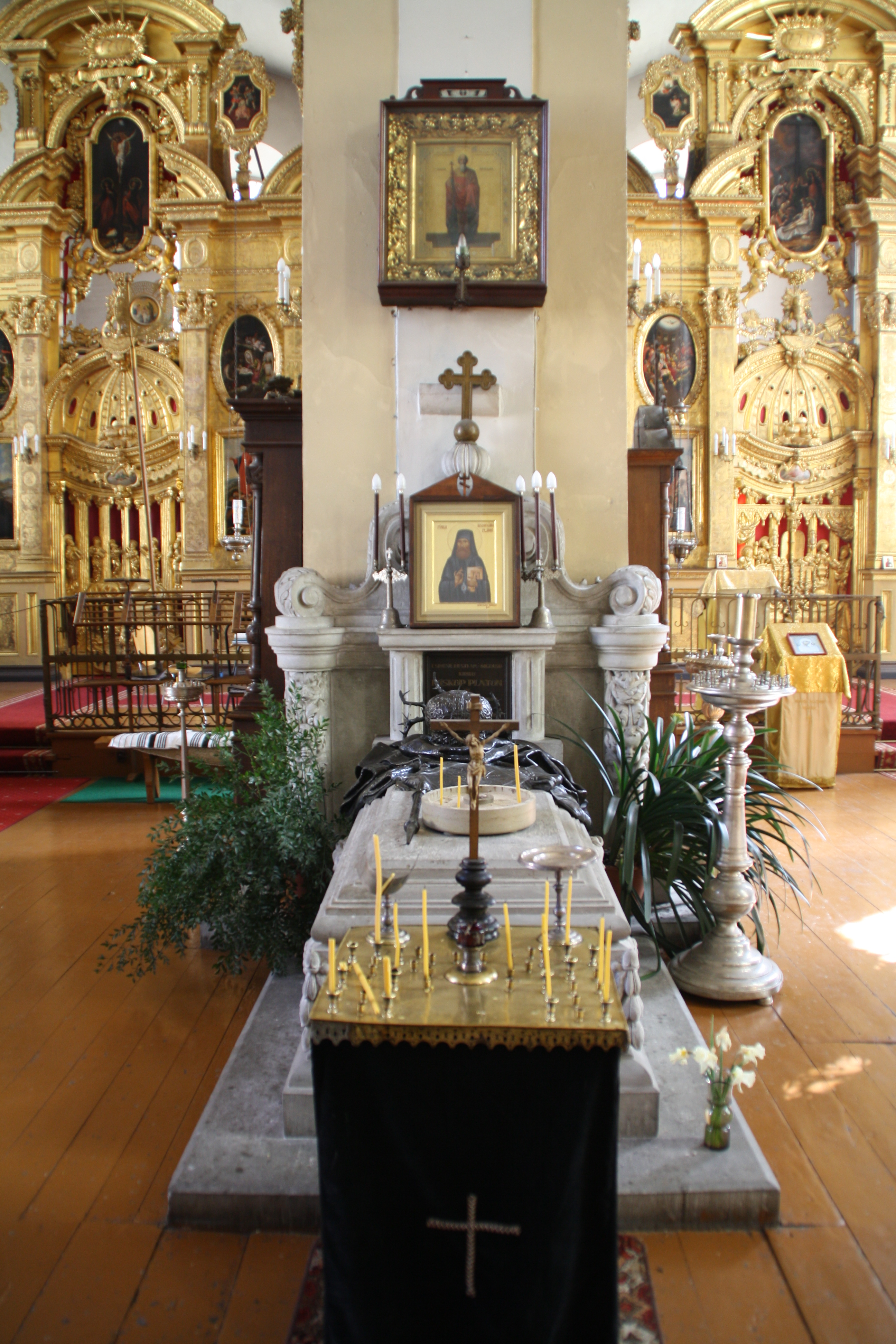
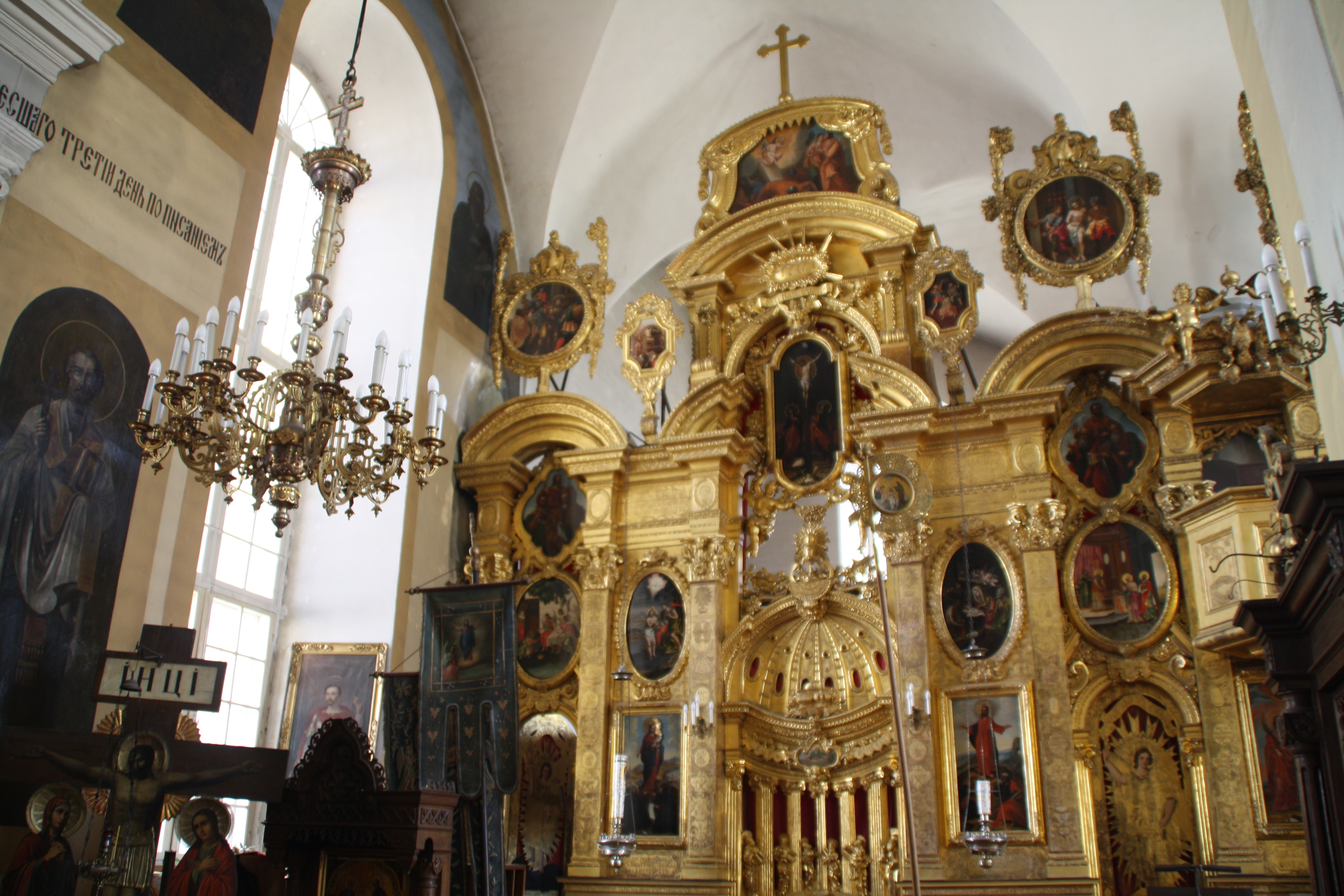
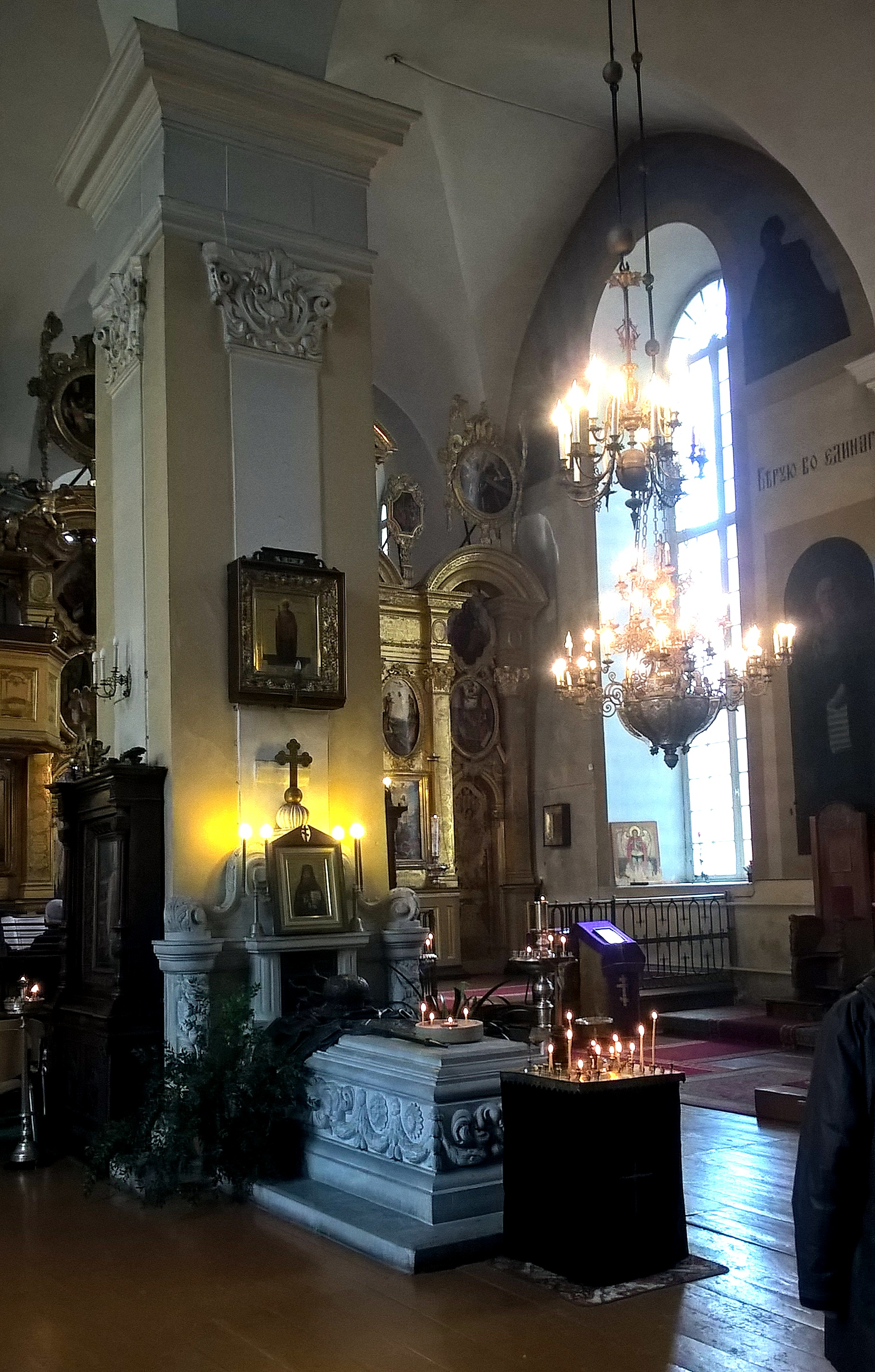

L'église abrite aussi la plus ancienne cloche de l'église de Tallinn (Matthias Beninck, de 1575), le monument funéraire (1930-1931) et la statue de l'évêque Platon sculptée par Amandus Adamson en 1920.

## Galerie

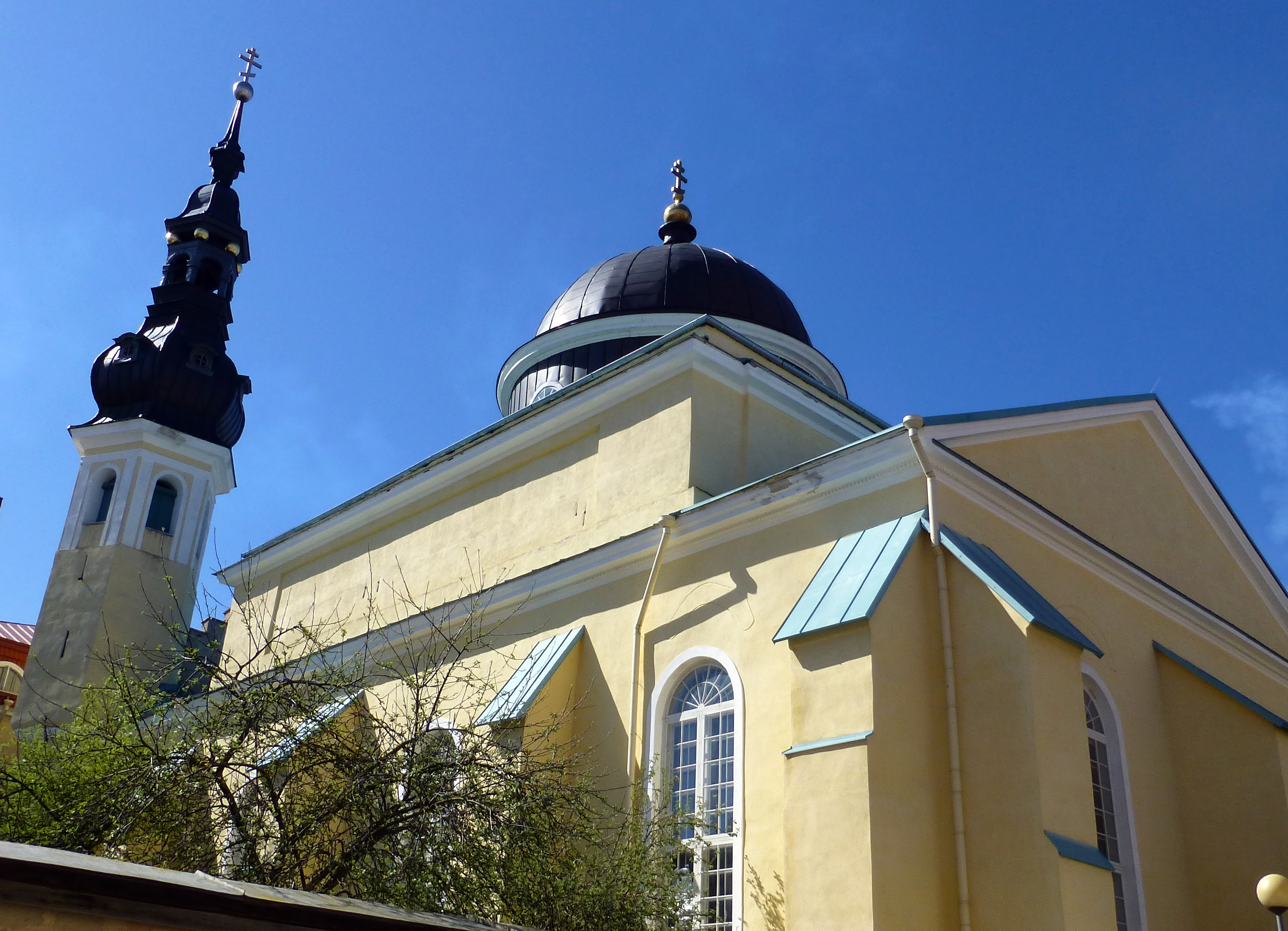
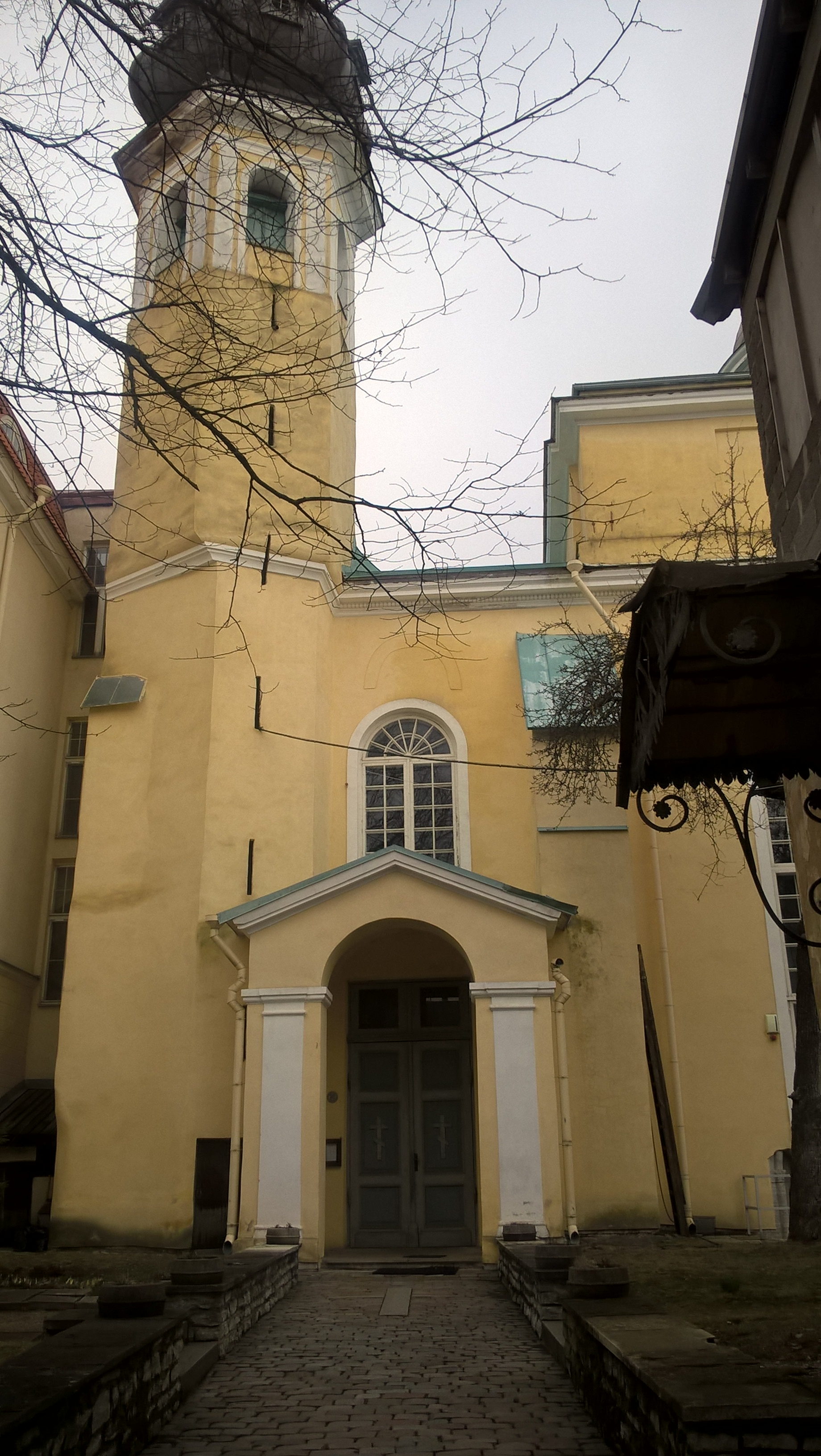
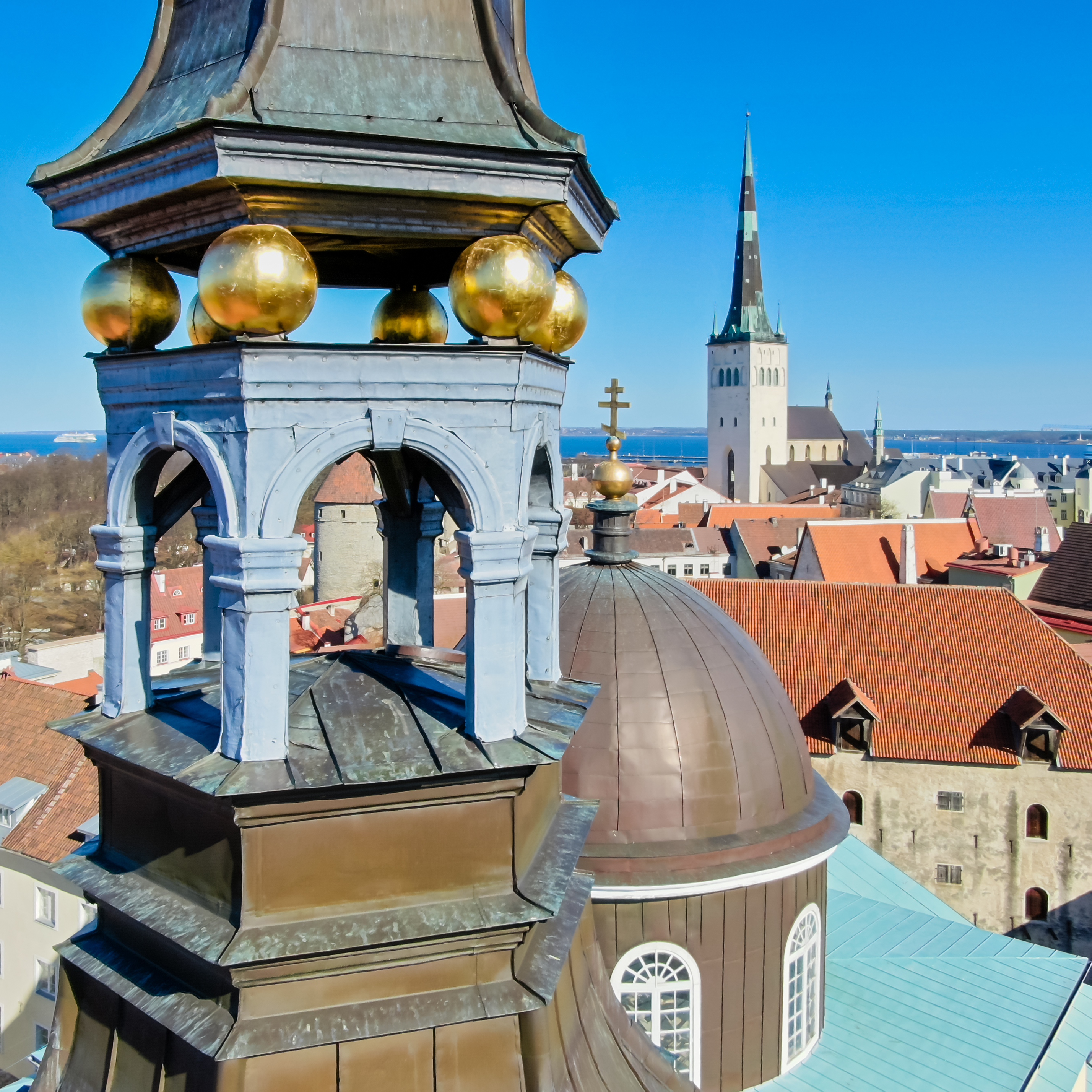